# Paraperithous miwai
Paraperithous miwai är en stekelart som först beskrevs av Jinhaku Sonan 1936.  Paraperithous miwai ingår i släktet Paraperithous och familjen brokparasitsteklar. Inga underarter finns listade i Catalogue of Life.